# NVM Express

Logo de NVM Express

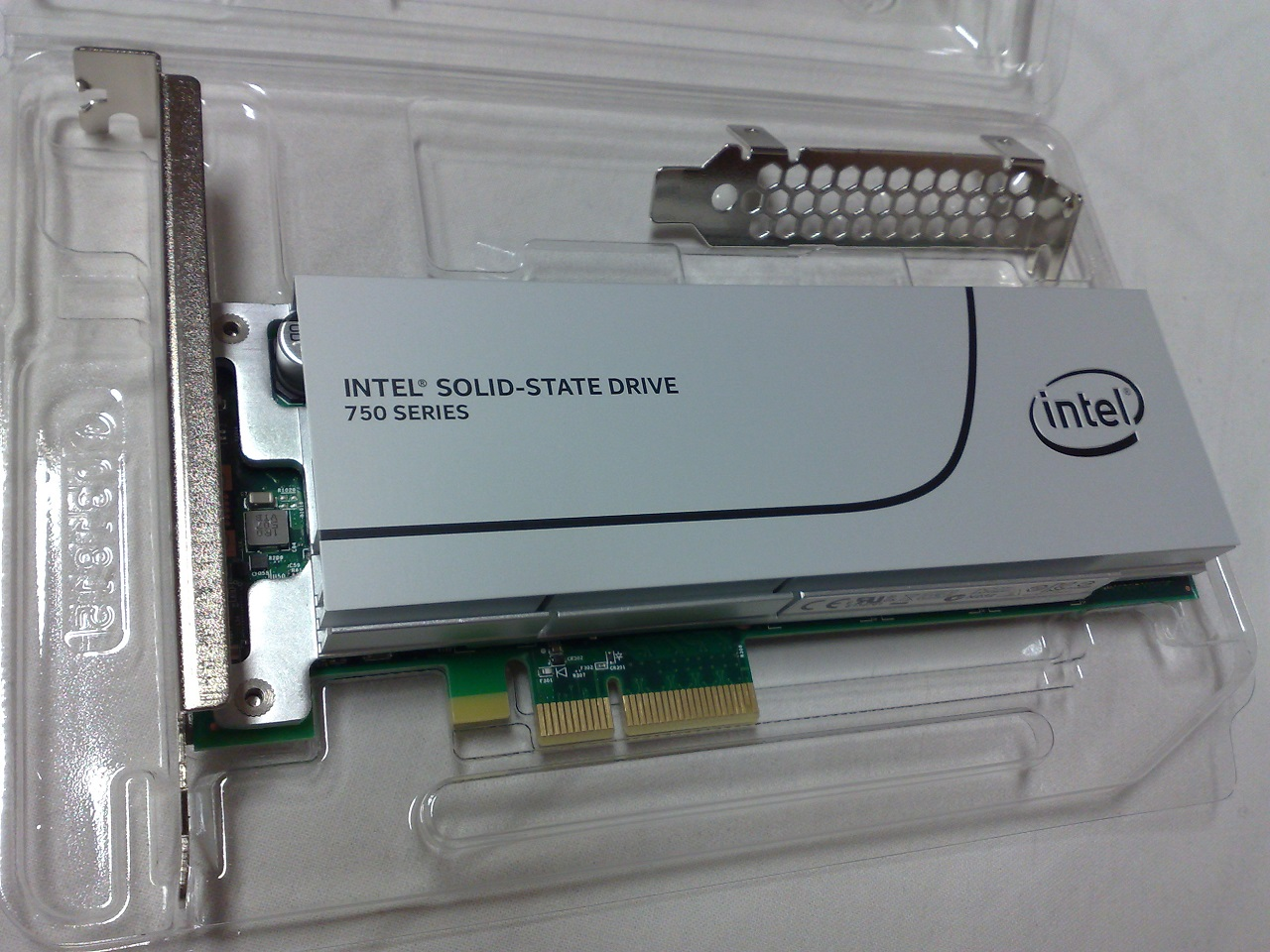
Carte NVMe de 400 Go

NVM Express (de l'anglais Non-Volatile Memory, on le trouve aussi de façon abrégée NVMe) est une spécification d'interface permettant à un ordinateur d'accéder à un périphérique de stockage permanent à travers un bus PCI Express. 
Il s'agit de donner l'accès de façon performante à la mémoire flash sans passer par le protocole disque SCSI et donc avec un temps d'accès réduit et une charge moindre pour le processeur. Par sa conception, NVM Express permet d'exploiter le potentiel d'accès en parallèle aux systèmes à base de mémoire flash. Il est possible d'atteindre 3 millions d'IOPS avec un système de ce type, là où le Serial ATA (SATA) plafonne à 150 000 IOPS. Sa bande passante maximale théorique est de 8 Go/s en PCI Express 4.0 et évolue, là où le SATA III qu'il remplace sur une autre connectique plafonnait avec son protocole AHCI à 600 Mo/s.
NVMe permet de nouveaux usages grâce à son temps d'accès plus faible que ce que permettait la connectique SATA avec son interface AHCI et ses plus hautes performances en lecture et écriture, dues à la nature de la mémoire pour laquelle elle a été conçue (flash), par exemple dans le Cloud computing. Par rapport au protocole d'usage commun AHCI, une requête est ainsi traitée en 2,8 µs contre 6 µs pour l'AHCI (moyenne). 
Les premières spécifications ont été publiées en 2011. NVMe 1.2 est sorti en 2014, NVMe 1.3 a été publié en juin 2017 et NVMe 1.4 le 10 juin 2019. La normalisation regroupe 60 constructeurs, dont Cisco, Dell, EMC, Intel, Microsemi, Microsoft, NetApp, Oracle, Samsung, SanDisk, Seagate et Western Digital.